# 12993 Luisafernanda
12993 Luisafernanda eller 1981 EP27 är en asteroid i huvudbältet som upptäcktes den 2 mars 1981 av den amerikanska astronomen Schelte J. Bus vid Siding Spring-observatoriet. Den är uppkallad efter astronomen Luisa Fernanda Zambrano-Marin.
Asteroiden har en diameter på ungefär 6 kilometer.